# Heaviside-Funktion
Die Heaviside-Funktion, auch Theta-, Treppen-, Schwellenwert-, Stufen-, Sprung- oder Einheitssprungfunktion genannt, ist eine in der Mathematik und Physik oft verwendete Funktion. Sie ist nach dem britischen Mathematiker und Physiker Oliver Heaviside (1850–1925) benannt.

## Allgemeines
Die Heaviside-Funktion hat für jede beliebige negative Zahl den Wert null, andernfalls den Wert eins. Die Heaviside-Funktion ist mit Ausnahme der Stelle {\displaystyle x=0} überall stetig. In Formeln geschrieben heißt das:
{\displaystyle {\begin{aligned}\Theta \colon \;&\mathbb {R} \to \{0,1\}\\\ &x\mapsto {\begin{cases}0:&x<0\\1:&x\geq 0\end{cases}}\end{aligned}}}

Heaviside-Funktion

Sie ist also die charakteristische Funktion des Intervalls {\displaystyle [0,+\infty )} der nichtnegativen reellen Zahlen.
In der Fachliteratur sind statt {\displaystyle \Theta (x)} auch davon abweichende Notationen geläufig:
- {\displaystyle H(x)}, welche sich am Namen von Oliver Heaviside orientiert.
- {\displaystyle s(x)} und {\displaystyle \sigma (x)} nach der Bezeichnung Sprungfunktion.
- {\displaystyle u(x)} nach der Bezeichnung englisch unit step function.
- Auch {\displaystyle \epsilon (x)} wird häufig verwendet.
- In der Systemtheorie verwendet man auch das Symbol {\displaystyle 1(x)}.

Die Funktion findet zahlreiche Anwendungen, etwa in der Nachrichtentechnik oder als mathematisches Filter: Multipliziert man punktweise jeden Wert einer beliebigen stetigen Funktion mit dem entsprechenden Wert der Heaviside-Funktion, ergibt sich eine Funktion, die links von {\displaystyle x=0} den Wert Null hat (deterministische Funktion), rechts davon aber mit der ursprünglichen Funktion übereinstimmt.

## Alternative Darstellungen
Den Wert der Heaviside-Funktion an der Stelle {\displaystyle x=0} kann man auch folgendermaßen festlegen. Zur Kennzeichnung der Definition schreibt man
{\displaystyle {\begin{aligned}\Theta _{c}\colon \;&\mathbb {R} \to \mathbb {K} \\\,&x\mapsto {\begin{cases}0:&x<0\\c:&x=0\\1:&x>0\end{cases}}\end{aligned}}}
mit {\displaystyle 0,1,c\in \mathbb {K} }. Es kann {\displaystyle \mathbb {K} } also eine beliebige geordnete Menge darstellen, solange sie 0 und 1 enthält. Üblicherweise wird jedoch {\displaystyle \mathbb {K} =[0,1]\subset \mathbb {R} } verwendet.
Diese Definition ist charakterisiert durch die Eigenschaft, dass dann {\displaystyle \Theta _{c}(0)=c} ist.
Durch die Wahl {\displaystyle c:={\tfrac {1}{2}}} und folglich {\displaystyle \Theta _{\frac {1}{2}}(0)=\textstyle {\frac {1}{2}}} erreicht man, dass die Gleichungen
{\displaystyle \Theta _{\frac {1}{2}}(x)={\tfrac {1}{2}}(\operatorname {sgn} {(x)}+1)} und damit auch
{\displaystyle \Theta _{\frac {1}{2}}(-x)=1-\Theta _{\frac {1}{2}}(x)}
für alle reellen {\displaystyle x} gültig sind.
Eine Integralrepräsentation der Heaviside-Sprungfunktion lautet wie folgt:
{\displaystyle \Theta (x)=-\lim _{\varepsilon \to 0}{1 \over 2\pi \mathrm {i} }\int _{-\infty }^{\infty }{1 \over \tau +\mathrm {i} \varepsilon }\mathrm {e} ^{-\mathrm {i} x\tau }\,\mathrm {d} \tau }
Eine weitere Repräsentation ist gegeben durch
{\displaystyle \Theta (x)=\lim _{\varepsilon \to 0}{1 \over \pi }\left[\arctan \left({x \over \varepsilon }\right)+{\pi  \over 2}\right]}

## Eigenschaften

### Differenzierbarkeit
Die Heaviside-Funktion ist weder im klassischen Sinne differenzierbar noch ist sie schwach differenzierbar. Dennoch kann man über die Theorie der Distributionen eine Ableitung definieren. Die Ableitung der Heaviside-Funktion in diesem Sinne ist die diracsche Delta-Distribution, die in der Physik zur Beschreibung von punktförmigen Quellen von Feldern Verwendung findet.
{\displaystyle {\frac {\mathrm {d} }{\mathrm {d} x}}\Theta (x)=\delta (x)}
Eine heuristische Begründung für diese Formel erhält man, wenn man {\displaystyle \Theta (x)} und {\displaystyle \delta (x)} geeignet approximiert, z. B. durch
{\displaystyle \Theta _{\varepsilon }(x):={\begin{cases}0&x<(-\varepsilon )\\\left({\frac {1}{2}}+{\frac {x}{2\varepsilon }}\right)&|x|\leq \varepsilon \\1&x>\varepsilon \,,\end{cases}}}
sowie
{\displaystyle \delta _{\varepsilon }(x):={\begin{cases}0&|x|>\varepsilon \\{\frac {1}{2\varepsilon }}&|x|\leq \varepsilon \,,\end{cases}}}
wobei jeweils der Grenzwert {\displaystyle \lim _{\varepsilon \searrow 0}} betrachtet wird.
Alternativ kann eine differenzierbare Annäherung an die Heaviside-Funktion durch eine entsprechend normierte Sigmoidfunktion erreicht werden.

### Integration
Eine Stammfunktion der Heaviside-Sprungfunktion erhält man durch Aufspaltung des Integrals nach den beiden Fällen {\displaystyle x<0} und {\displaystyle x\geq 0} aus der Fallunterscheidung in der Definition:
- Für {\displaystyle x>0} gilt
{\displaystyle {\begin{aligned}\int _{-\infty }^{x}\Theta \!\left(t\right)\,\mathrm {d} t&=\int _{-\infty }^{x}\left\{{\begin{alignedat}{2}0&{\text{,}}&\quad &{\text{falls }}t<0\\1&{\text{,}}&&{\text{falls }}t\geq 0\end{alignedat}}\right.\,\mathrm {d} t=\int _{-\infty }^{0}\left\{{\begin{alignedat}{2}0&{\text{,}}&\quad &{\text{falls }}t<0\\1&{\text{,}}&&{\text{falls }}t\geq 0\end{alignedat}}\right.\,\mathrm {d} t+\int _{0}^{x}\left\{{\begin{alignedat}{2}0&{\text{,}}&\quad &{\text{falls }}t<0\\1&{\text{,}}&&{\text{falls }}t\geq 0\end{alignedat}}\right.\,\mathrm {d} t\\&=\int _{-\infty }^{0}0\,\mathrm {d} t+\int _{0}^{x}1\,\mathrm {d} t=\int _{0}^{x}1\,\mathrm {d} t={\Big [}t{\Big ]}_{0}^{x}=x\end{aligned}}}
- Für {\displaystyle x\leq 0} tritt sogar nur der erste Fall ein und es gilt
{\displaystyle \int _{-\infty }^{x}\Theta \!\left(t\right)\,\mathrm {d} t=\int _{-\infty }^{x}\left\{{\begin{alignedat}{2}0&{\text{,}}&\quad &{\text{falls }}t<0\\1&{\text{,}}&&{\text{falls }}t\geq 0\end{alignedat}}\right.\,\mathrm {d} t=\int _{-\infty }^{x}0\,\mathrm {d} t=0}.

Zusammengenommen gilt also
{\displaystyle \int _{-\infty }^{x}\Theta \!\left(t\right)\,\mathrm {d} t=\left\{{\begin{alignedat}{2}0&{\text{,}}&\quad &{\text{falls }}x\leq 0\\x&{\text{,}}&&{\text{falls }}x>0\end{alignedat}}\right.}
beziehungsweise
{\displaystyle \int _{-\infty }^{x}\Theta \!\left(t\right)\,\mathrm {d} t=\max \left\{0,x\right\}}.
Die Menge aller Stammfunktionen der Heaviside-Funktion ist damit
{\displaystyle \int \Theta \!\left(t\right)\,\mathrm {d} t=\max \left\{0,x\right\}+C}.